# Готтлибен
Готтлибен (нем. Gottlieben) — община в Швейцарии, в кантоне Тургау.
Входит в состав округа Кройцлинген. Население составляет 308 человек (на 31 декабря 2011 года). Официальный код — 4651.

## Географическое положение
Готтлибен лежит на берегу так называемого Озёрного Рейна, протоки, соединяющей обе части Боденского озера (Верхнее и Нижнее озёра). Живописное расположение всего в нескольких километрах от Констанца и историческое ядро поселения, с преобладанием фахверковых домов, делают Готтлибен привлекательной туристической целью.

## История
Начало поселению было положено в 1251 году, когда констанцский епископ Эберхард II фон Вальдбург повелел построить на берегу Рейна замок Готтлибен, рассчитывая таким образом создать торгового конкурента соседнему Констанцу (епископ находился тогда в конфликте с городским советом Констанца).
В 1355 году Готтлибен был осаждён и дотла разрушен Конрадом фон Хомбург.
Во время Констанцского собора в замке Готтлибен содержались Ян Гус, Иероним Пражский и антипапа Иоанн XXIII.
Во время Швабской войны Готтлибен, наряду с Констанцем, был одним из важнейших опорных пунктов Швабского союза. Что, в итоге, привело не только к сожжению епископского замка Кастель при Тегервилене, но — после битвы при Трибольтингене и поражения Швабского союза — к перенесению резиденции констанцского епископа в Меерсбург.
В Тридцатилетней войне во время осады Констанца шведами в 1633 году в Готтлибене располагалась ставка генерала графа Горна.
В 1789 году была упразднена должность фогта, и Готтлибен стал главным городом округа (вплоть до 1874 года, когда его место занял Кройцлинген).
На рубеже XIX—XX веках Готтлибен был излюбленным местом многочисленных художников и поэтов, так что речь идёт даже о существовании в городе своего рода «колонии художников». Её вдохновителями считаются писатель Эмануэль фон Бодман (1874—1946) и художник и поэт Генрих Эрнст Кромер (1866—1948), поддерживавшие тесные отношения с Рихардом Демелем, Рене Шикеле, Райнером Мария Рильке, Людвигом Финком, Людвигом Клагесом и Германом Гессе, а также позднее с Томасом Манном.

## Достопримечательности
- Замок Готтлибен (XIII в.)
- Дом-музей Эмануэля фон Бодмана (нем. Thurgaische Bodman-Stiftung)

## Фотографии

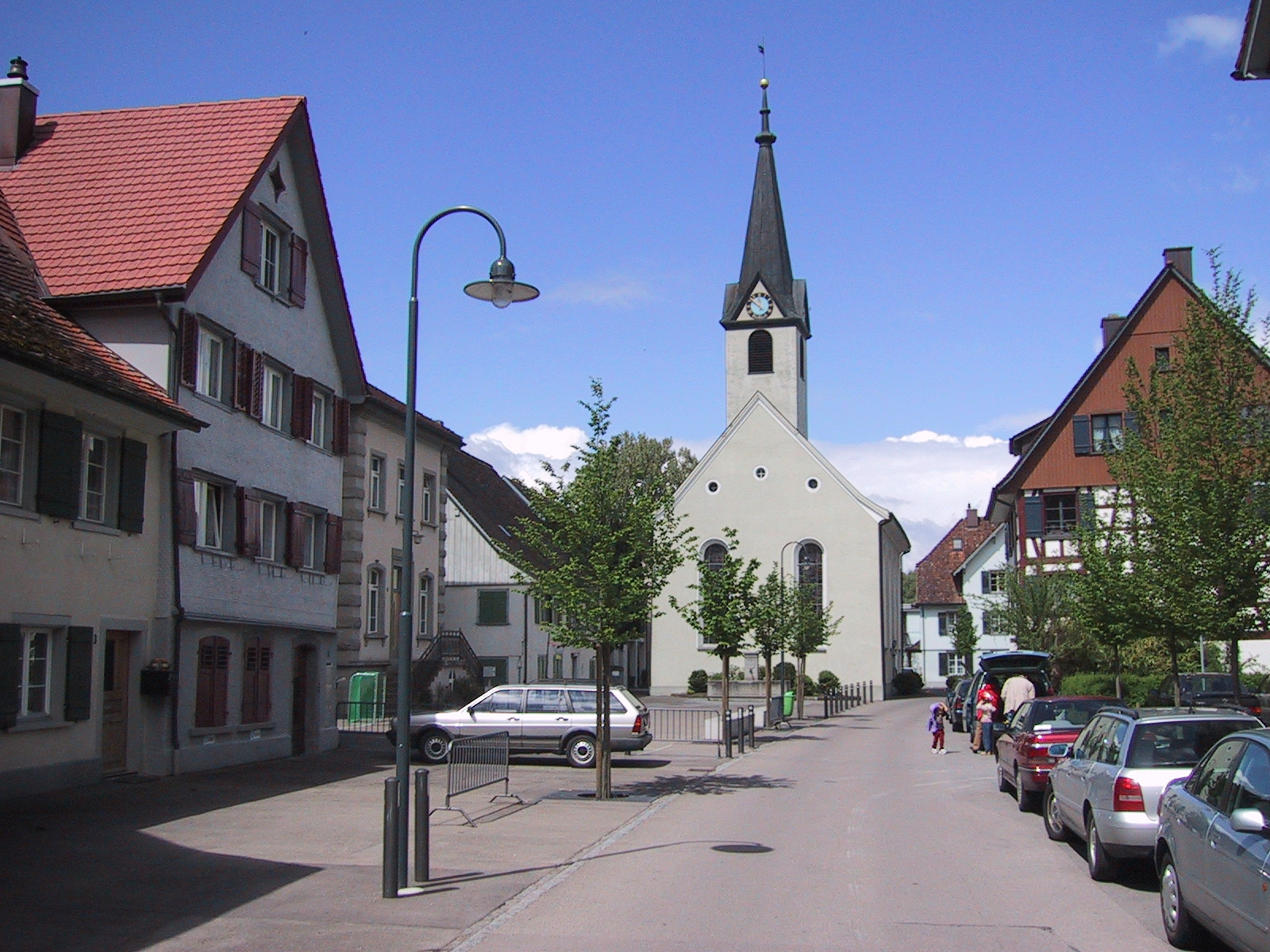
Местная церковь
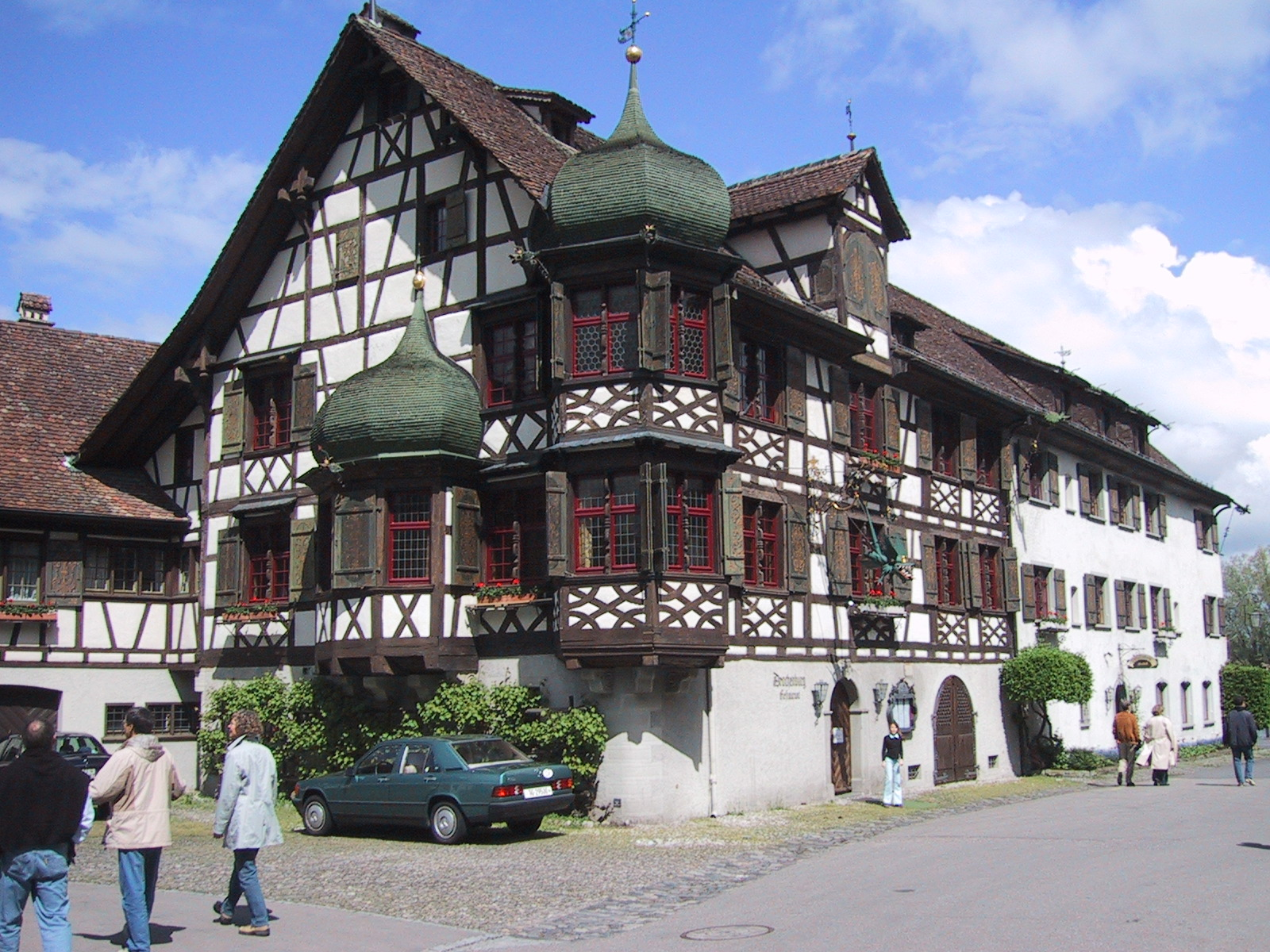
Гостиница Драхенбург
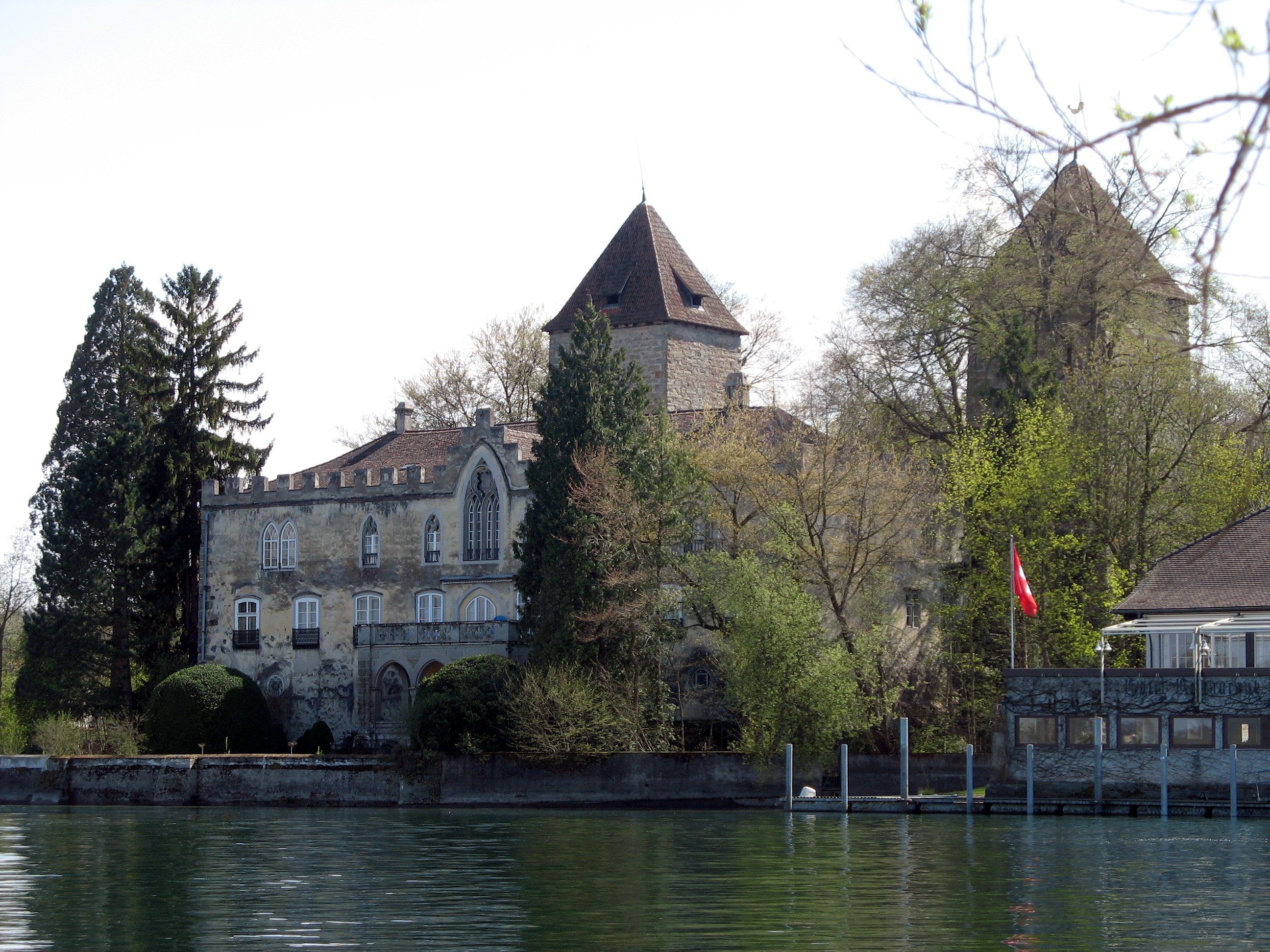
Замок Готтлибен